# La Digne-d'Aval
Pour les articles homonymes, voir Digne.
La Digne-d'Aval  est une commune française située dans l'ouest du département de l'Aude, en région Occitanie.
Sur le plan historique et culturel, la commune fait partie du Razès, un pays historiquement très étendu, qui ne se résume aujourd'hui qu'aux collines de la Malepère et au bas Razès au centre et au sud, limité par le pays de Sault. Exposée à un climat océanique altéré, elle est drainée par le Cougaing et le ruisseau de l'Auriol.
La Digne-d'Aval est une commune rurale qui compte 526 habitants en 2022, après avoir connu une forte hausse de la population depuis 1975. Elle appartient à l'unité urbaine de Limoux et fait partie de l'aire d'attraction de Limoux. Ses habitants sont appelés les Dignais et ses habitantes les Dignaises.
Le patrimoine architectural de la commune comprend deux  immeubles protégés au titre des monuments historiques : la croix de cimetière, classée en 1913, et une autre croix, inscrite en 1948.

## Géographie

### Localisation
La Digne-d'Aval est le village en circulade situé le plus en aval de la vallée du Cougaing. Il fait partie de l'unité urbaine de Limoux.

### Communes limitrophes
Les communes limitrophes sont  La Digne-d'Amont, Limoux, Magrie, Malras et Tourreilles.
| Ajac (par un quadripoint) | Malras          |        |
| La Digne-d'Amont          | La Digne-d'Aval | Limoux |
| Tourreilles (sur 50 m)    | Magrie          |        |

### Géologie et relief
La superficie de la commune est de 314 hectares ; son altitude varie de 191  à   380 mètres.
La commune s'étend sur les deux flancs collineux de la vallée du Cougaing et le paysage est surtout constitué de vignes, et de quelques bois dans le sud.
La Digne-d'Aval se situe en zone de sismicité 2 (sismicité faible).

### Hydrographie
La commune est dans la région hydrographique « Côtiers méditerranéens », au sein du bassin hydrographique Rhône-Méditerranée-Corse. Elle est drainée par le Cougaing et le ruisseau de l'Auriol, qui constituent un réseau hydrographique de 3 km de longueur totale,.
Le Cougaing, d'une longueur totale de 17,4 km, prend sa source dans la commune de Saint-Couat-du-Razès et s'écoule du sud-ouest vers le nord-est. Il traverse la commune et se jette dans l'Aude à Limoux, après avoir traversé 5 communes.

### Climat
Pour des articles plus généraux, voir Climat de l'Occitanie et Climat de l'Aude.
En 2010, le climat de la commune est de type climat océanique altéré, selon une étude s'appuyant sur une série de données couvrant la période 1971-2000. En 2020, Météo-France publie une typologie des climats de la France métropolitaine dans laquelle la commune est exposée à un climat de montagne ou de marges de montagne et est dans la région climatique Pyrénées orientales, caractérisée par une faible pluviométrie, un très bon ensoleillement (2 600 h/an), un air sec, particulièrement en hiver et peu de brouillards.
Pour la période 1971-2000, la température annuelle moyenne est de 13,3 °C, avec une amplitude thermique annuelle de 15,6 °C. Le cumul annuel moyen de précipitations est de 788 mm, avec 9,8 jours de précipitations en janvier et 5,2 jours en juillet. Pour la période 1991-2020, la température moyenne annuelle observée sur la station météorologique la plus proche, située sur la commune de Limoux à 3 km à vol d'oiseau, est de 13,6 °C et le cumul annuel moyen de précipitations est de 666,0 mm,. Pour l'avenir, les paramètres climatiques de la commune estimés pour 2050 selon différents scénarios d'émission de gaz à effet de serre sont consultables sur un site dédié publié par Météo-France en novembre 2022.

### Milieux naturels et biodiversité
Aucun espace naturel présentant un intérêt patrimonial n'est recensé sur la commune dans l'inventaire national du patrimoine naturel,,.

## Urbanisme

### Typologie
Au 1er janvier 2024, La Digne-d'Aval est catégorisée commune rurale à habitat dispersé, selon la nouvelle grille communale de densité à 7 niveaux définie par l'Insee en 2022.
Elle appartient à l'unité urbaine de Limoux, une agglomération intra-départementale dont elle est une commune de la banlieue,. Par ailleurs la commune fait partie de l'aire d'attraction de Limoux, dont elle est une commune de la couronne,. Cette aire, qui regroupe 39 communes, est catégorisée dans les aires de moins de 50 000 habitants,.

### Occupation des sols
L'occupation des sols de la commune, telle qu'elle ressort de la base de données européenne d’occupation biophysique des sols Corine Land Cover (CLC), est marquée par l'importance des territoires agricoles (63,5 % en 2018), en diminution par rapport à 1990 (76,9 %). La répartition détaillée en 2018 est la suivante : cultures permanentes (63,5 %), forêts (23,1 %), zones urbanisées (13,4 %). L'évolution de l’occupation des sols de la commune et de ses infrastructures peut être observée sur les différentes représentations cartographiques du territoire : la carte de Cassini (XVIIIe siècle), la carte d'état-major (1820-1866) et les cartes ou photos aériennes de l'IGN pour la période actuelle (1950 à aujourd'hui).

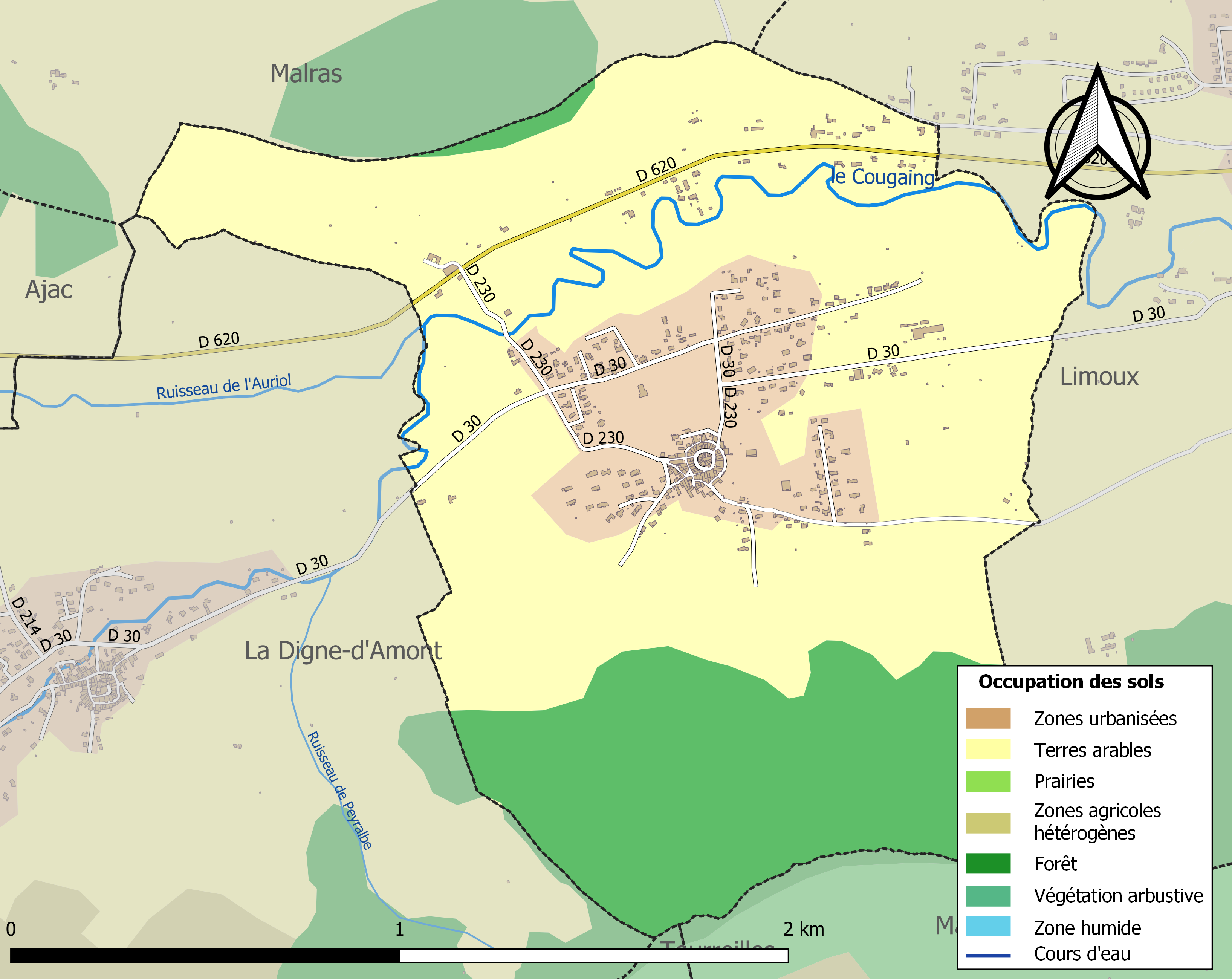
Carte des infrastructures et de l'occupation des sols de la commune en 2018 (CLC).

### Morphologie urbaine
Le centre-ville est construit sur un plan en circulade.

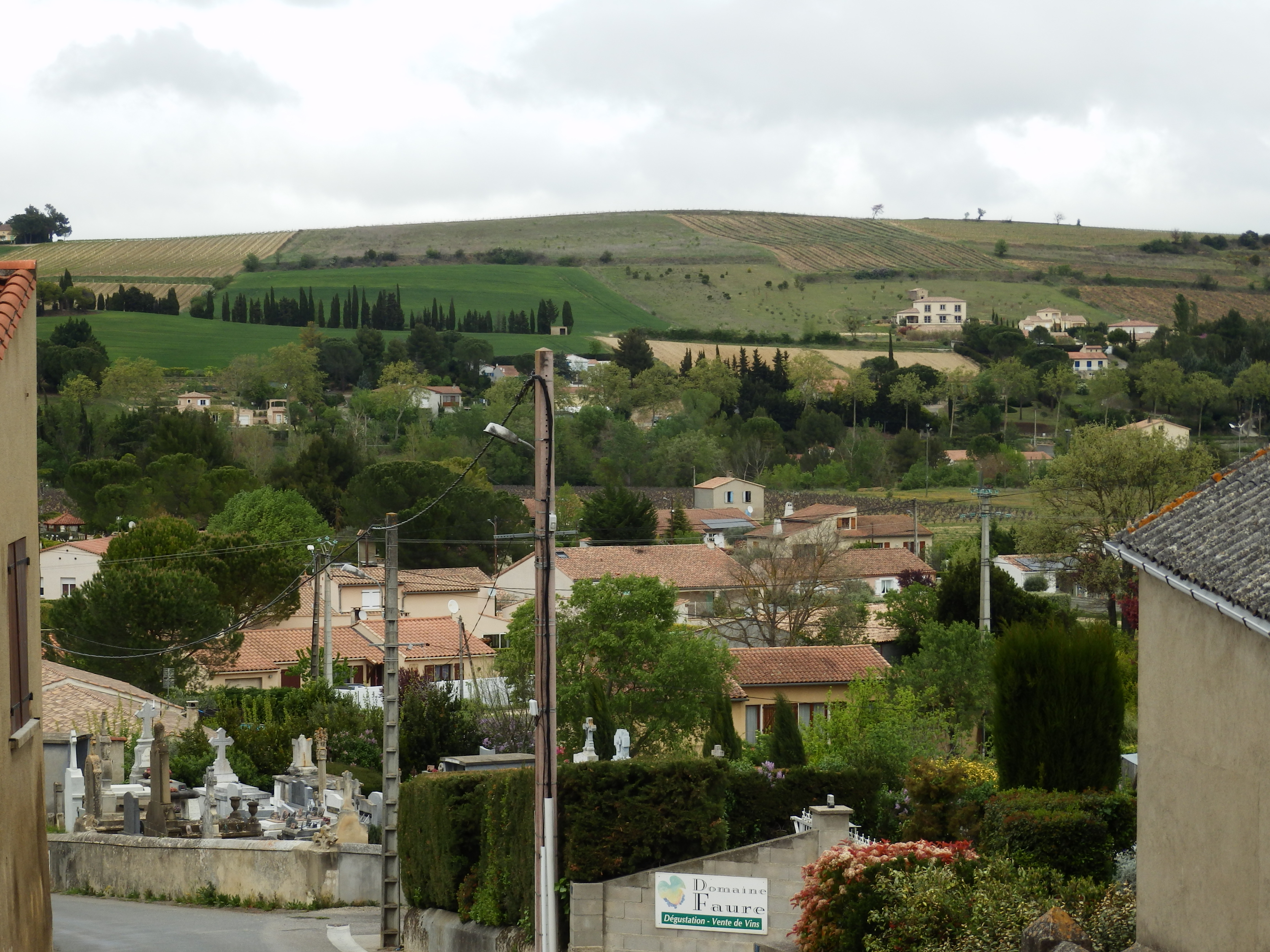
Vue d'une partie du village en dehors de la circulade.

### Risques majeurs
Le territoire de la commune de La Digne-d'Aval est vulnérable à différents aléas naturels : météorologiques (tempête, orage, neige, grand froid, canicule ou sécheresse), inondations, feux de forêts et séisme (sismicité faible). Un site publié par le BRGM permet d'évaluer simplement et rapidement les risques d'un bien localisé soit par son adresse soit par le numéro de sa parcelle.
Certaines parties du territoire communal sont susceptibles d’être affectées par le risque d’inondation par débordement de cours d'eau, notamment le Cougaing. La commune a été reconnue en état de catastrophe naturelle au titre des dommages causés par les inondations et coulées de boue survenues en 1982, 1992, 2001, 2009 et 2018,.

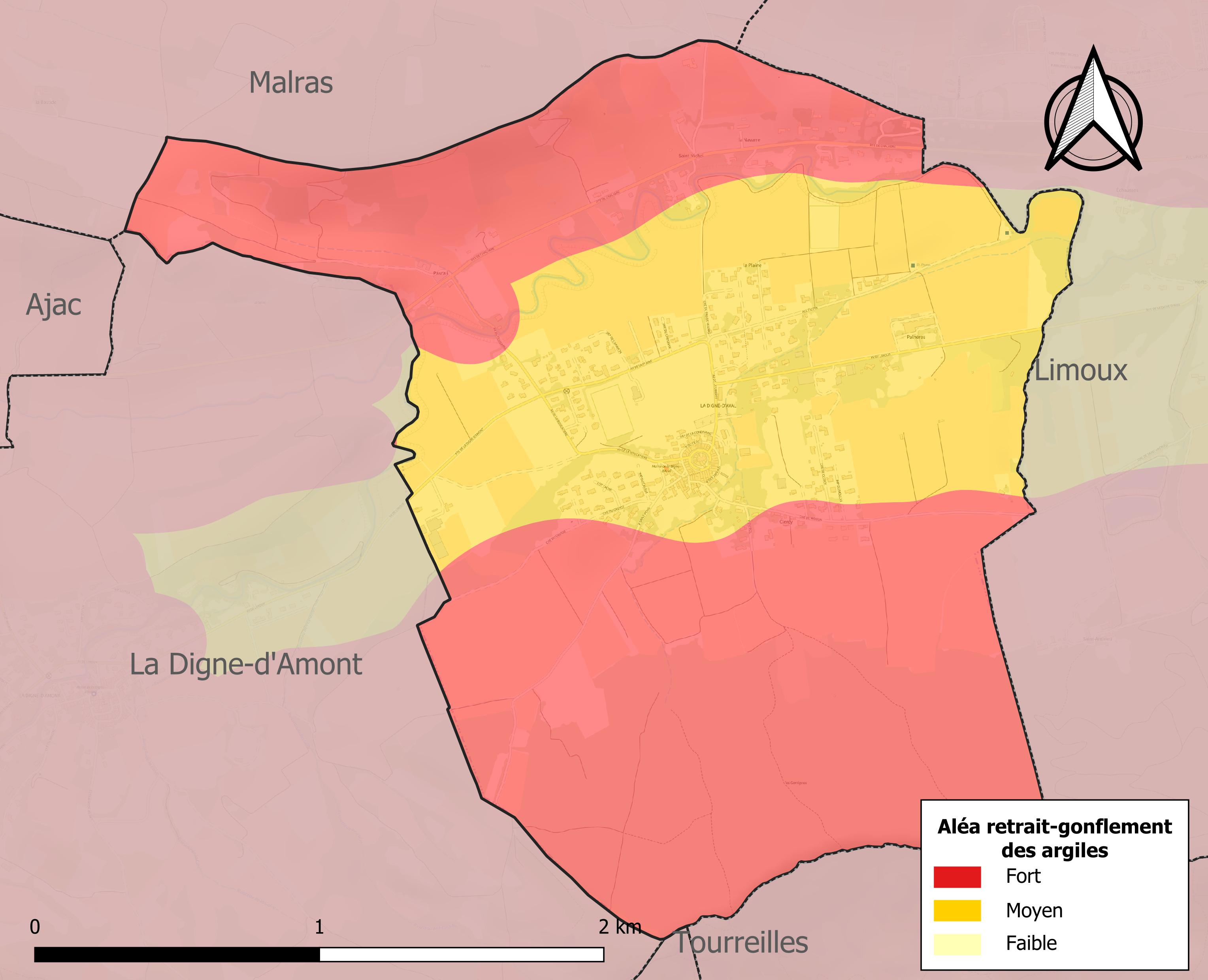
Carte des zones d'aléa retrait-gonflement des sols argileux de La Digne-d'Aval.

Le retrait-gonflement des sols argileux est susceptible d'engendrer des dommages importants aux bâtiments en cas d’alternance de périodes de sécheresse et de pluie. La totalité de la commune est en aléa moyen ou fort (75,2 % au niveau départemental et 48,5 % au niveau national). Sur les 249 bâtiments dénombrés sur la commune en 2019, 249 sont en aléa moyen ou fort, soit 100 %, à comparer aux 94 % au niveau départemental et 54 % au niveau national. Une cartographie de l'exposition du territoire national au retrait gonflement des sols argileux est disponible sur le site du BRGM,.

## Toponymie
Le nom du village vient du provençal dinha qui veut dire vallon et aval qui signifie en suivant la pente de la vallée.[réf. nécessaire]

## Politique et administration

### Découpage territorial
La commune de Digne-d'Amont est membre de la communauté de communes du Limouxin, un établissement public de coopération intercommunale (EPCI) à fiscalité propre créé le 2 décembre 2016 dont le siège est à Limoux. Ce dernier est par ailleurs membre d'autres groupements intercommunaux.
Sur le plan administratif, elle est rattachée à l'arrondissement de Limoux, au département de l'Aude, en tant que circonscription administrative de l'État, et à la région Occitanie.
Sur le plan électoral, elle dépend du canton de la Région-Limouxine pour l'élection des conseillers départementaux, depuis le redécoupage cantonal de 2014 entré en vigueur en 2015, et de la troisième circonscription de l'Aude  pour les élections législatives, depuis le redécoupage électoral de 1986.

### Administration municipale
Le nombre d'habitants au recensement de 2011 étant compris entre 500 et 1 499 habitants, le nombre de membres du conseil municipal pour l'élection de 2014 est de quinze,.

### Liste des maires
| Période                                  | Période  | Identité      | Étiquette | Qualité |
| ---------------------------------------- | -------- | ------------- | --------- | ------- |
| avant 1988                               | ?        | Auguste Pagès | PS        |         |
| mars 2001                                | En cours | Denis Mounié  | PS        |         |
| Les données manquantes sont à compléter. |          |               |           |         |

## Population et société

### Démographie
L'évolution du nombre d'habitants est connue à travers les recensements de la population effectués dans la commune depuis 1793. Pour les communes de moins de 10 000 habitants, une enquête de recensement portant sur toute la population est réalisée tous les cinq ans, les populations de référence des années intermédiaires étant quant à elles estimées par interpolation ou extrapolation. Pour la commune, le premier recensement exhaustif entrant dans le cadre du nouveau dispositif a été réalisé en 2005.

En 2022, la commune comptait 526 habitants, en évolution de −3,13 % par rapport à 2016 (Aude : +2,65 %, France hors Mayotte : +2,11 %).
| 1793 | 1800 | 1806 | 1821 | 1831 | 1836 | 1841 | 1846 | 1851 |
| ---- | ---- | ---- | ---- | ---- | ---- | ---- | ---- | ---- |
| 194  | 200  | 212  | 230  | 232  | 190  | 188  | 205  | 159  |

| 1856 | 1861 | 1866 | 1872 | 1876 | 1881 | 1886 | 1891 | 1896 |
| ---- | ---- | ---- | ---- | ---- | ---- | ---- | ---- | ---- |
| 174  | 192  | 153  | 175  | 174  | 195  | 198  | 180  | 172  |

| 1901 | 1906 | 1911 | 1921 | 1926 | 1931 | 1936 | 1946 | 1954 |
| ---- | ---- | ---- | ---- | ---- | ---- | ---- | ---- | ---- |
| 183  | 155  | 155  | 156  | 176  | 173  | 158  | 139  | 162  |

| 1962 | 1968 | 1975 | 1982 | 1990 | 1999 | 2005 | 2006 | 2010 |
| ---- | ---- | ---- | ---- | ---- | ---- | ---- | ---- | ---- |
| 164  | 164  | 193  | 307  | 422  | 493  | 548  | 559  | 537  |

| 2015 | 2020 | 2022 | - | - | - | - | - | - |
| ---- | ---- | ---- | - | - | - | - | - | - |
| 546  | 527  | 526  | - | - | - | - | - | - |

| selon la population municipale des années : | 1968 | 1975 | 1982 | 1990 | 1999 | 2006 | 2009 | 2013 |
| Rang de la commune dans le département      | 201  | 189  | 163  | 124  | 120  | 114  | 119  | 124  |
| Nombre de communes du département           | 592  | 582  | 586  | 588  | 588  | 588  | 589  | 589  |

### Enseignement
La Digne-d'Aval fait partie de l'académie de Montpellier.

### Manifestations culturelles et festivités
- Carnaval des saveurs et des truffes.

### Sports
- Chasse, randonnée pédestre, pétanque, œnotourisme

## Économie

### Revenus
En 2018  (données Insee publiées en septembre 2021), la commune compte 217 ménages fiscaux, regroupant 498 personnes. La médiane du revenu disponible par unité de consommation est de 21 670 € (19 240 € dans le département).

### Emploi
| Division       | 2008   | 2013   | 2018   |
| -------------- | ------ | ------ | ------ |
| Commune        | 5,8 %  | 7,2 %  | 6,9 %  |
| Département    | 10,2 % | 12,8 % | 12,6 % |
| France entière | 8,3 %  | 10 %   | 10 %   |

En 2018, la population âgée de 15 à 64 ans s'élève à 309 personnes, parmi lesquelles on compte 76,1 % d'actifs (69,3 % ayant un emploi et 6,9 % de chômeurs) et 23,9 % d'inactifs,. Depuis 2008, le taux de chômage communal (au sens du recensement) des 15-64 ans est inférieur à celui de la France et du département.
La commune fait partie de la couronne de l'aire d'attraction de Limoux, du fait qu'au moins 15 % des actifs travaillent dans le pôle,. Elle compte 56 emplois en 2018, contre 62 en 2013 et 67 en 2008. Le nombre d'actifs ayant un emploi résidant dans la commune est de 216, soit un indicateur de concentration d'emploi de 25,9 % et un taux d'activité parmi les 15 ans ou plus de 51,4 %.
Sur ces 216 actifs de 15 ans ou plus ayant un emploi, 34 travaillent dans la commune, soit 16 % des habitants. Pour se rendre au travail, 90,7 % des habitants utilisent un véhicule personnel ou de fonction à quatre roues, 0,9 % les transports en commun, 4,7 % s'y rendent en deux-roues, à vélo ou à pied et 3,7 % n'ont pas besoin de transport (travail au domicile).

### Activités hors agriculture
23 établissements sont implantés  à la Digne-d'Aval au 31 décembre 2019. Le tableau ci-dessous en détaille le nombre par secteur d'activité et compare les ratios avec ceux du département,. Le secteur du commerce de gros et de détail, des transports, de l'hébergement et de la restauration est prépondérant sur la commune puisqu'il représente 30,4 % du nombre total d'établissements de la commune (7 sur les 23 entreprises implantées  à la La Digne-d'Aval), contre 32,3 % au niveau départemental.

### Agriculture
La commune fait partie de la petite région agricole dénommée « Région viticole ». En 2010, l'orientation technico-économique de l'agriculture  sur la commune est la viticulture (appellation et autre).
|                                   | 1988 | 2000 | 2010 |
| --------------------------------- | ---- | ---- | ---- |
| Exploitations                     | 19   | 12   | 17   |
| Superficie agricole utilisée (ha) | 244  | 279  | 291  |

Le nombre d'exploitations agricoles en activité et ayant leur siège dans la commune est passé de 19 lors du recensement agricole de 1988 à 12 en 2000 puis à 17 en 2010, soit une baisse de 11 % en 22 ans. Le même mouvement est observé à l'échelle du département qui a perdu pendant cette période 52 % de ses exploitations. La surface agricole utilisée sur la commune a quant à elle augmenté, passant de 244 ha en 1988 à 291 ha en 2010. Parallèlement la surface agricole utilisée moyenne par exploitation a augmenté, passant de 13 à 17 ha.

## Culture locale et patrimoine

### Lieux et monuments

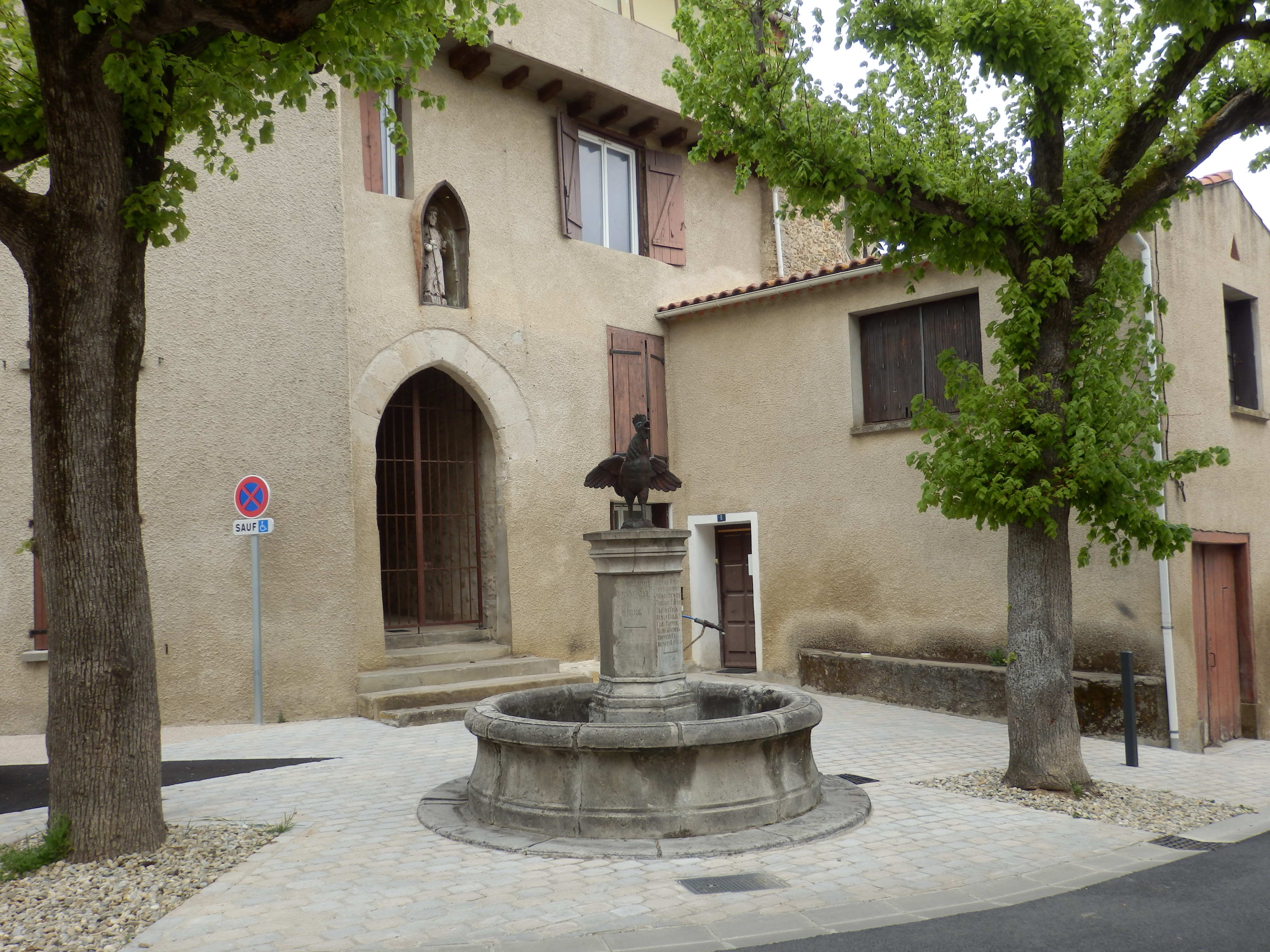
Fontaine devant l'église Saint-Jacques.

- Église Saint-Jacques-le-Majeur de La Digne-d'Aval.
- Toques et clochers.
- Croix de cimetière de La Digne-d'Aval.
- Croix de La Digne-d'Aval.
- Fontaine située devant l'église Saint-Jacques. Construite en 1886, cette fontaine porte sur sa colonne un coq en fonte. Une face de la colonne porte l'inscription R.F 1886, sur une autre face est gravée la composition du conseil municipal de La Digne-d'Aval en 1886 : GUITTARD Maire, VIVES Adj, VENE Henri, TOURNIé Louis, TRAUQUE François, DENAT Guilhaume, FAURE Barthélèmy, BAUBé Michel, BONNERY François, BONNERY Baptiste.

### Personnalités liées à la commune
- Cécile de Brunhoff, pianiste et conteuse, créatrice de l'histoire originale de Babar, est enterrée dans le cimetière de la commune[43].

### Héraldique
| Blason de Digne-d'Aval (La) | Blason  | D'argent à trois billettes de sable posées et rangées en bande. |
| Blason de Digne-d'Aval (La) | Détails | Le statut officiel du blason reste à déterminer.                |